# Julia Navarro
Julia Navarro (Madri, 8 de outubro de 1953) é uma jornalista e escritora espanhola.

## Biografia

### Trajetória jornalística e literária
Dedicou mais de 35 anos de sua vida ao jornalismo, agora que virou numa escritora de sucesso, já não exerce o jornalismo. Trabalhou nos principais meios de comunicação do país, desde o rádio Cadena SER ou na rádio Cope, bem como TVE, Telecinco, Canal Sur ou Agência OTR/Europa Press entre outros. Começou sua carreira profissional quando a Transição Espanhola dava seus primeiros passos.
La Hermandad de la Sábana Santa, que publicou em 2004 se converteu de imediato num sucesso tanto nacional como internacional: foi editado em mais de 30 países. Seus dois primeiros livros venderam mais de dois milhões de exemplares em todo o mundo.

### Vida pessoal
Filha do jornalista Felipe Navarro Yale, queria ser bailarina: estudou ballet até os 17 anos e quis ir a alguma escola fora da Espanha, mas seus pais disseram não.
Terminou o curso de jornalismo e casou com seu colega Fermín Bocos em 1983. O casal tem um filho.

## Obras
- La Hermandad de la Sábana Santa (2004) 
  - A Irmandade do Santo Sudário Brasil: (Ediouro, 2004) e Portugal: (Bertrand Editora, 2015).
- La Biblia de Barro (2005) 
  - A Bíblia de Barro Brasil: (Ediouro, 2006) e Portugal: (Bertrand Editora, 2016).
- La Sangre de los Inocentes (2007)
  - Portugal: O Sangue dos Inocentes (Bertrand Editora, 2017).
- Dime Quién Soy (2010)
  - Portugal: Diz-me Quem Sou (Bertrand Editora, 2011).
- Dispara, Yo Ya Estoy Muerto (2013) 
  - Portugal: Dispara, Eu Já Estou Morto (Bertrand Editora, 2014).
- Historia de un Canalla (2016)
  - Portugal: História de Um Canalha  (Bertrand Editora, 2016).
- Tú no matarás (2018)
- De ninguna parte (2021)